# Osmanthus
Slægten Osmanthus, der ikke har noget dansk navn, er udbredt med ca. 30 arter i Nordamerika og Asien med hovedområdet i Østasien. Det er stedsegrønne buske (eller mere sjældent: småtræer) med modsatte, læderagtige blade, som er helrandede eller skarpt takkede. Blomsterne er 4-tallige og oftest sødt duftende. Frugterne er ovale, mørkeblå stenfrugter.
| Beskrevne arter |

- Djævletræ (Osmanthus heterophyllus)
- Duftosmanthus (Osmanthus x burkwoodii)

| Andre arter |

- Osmanthus americanus
- Osmanthus armatus
- Osmanthus decorus
- Osmanthus delavayi
- Osmanthus fragrans
- Osmanthus serrulatus
- Osmanthus suavis
- Osmanthus yunnanensis